# Sidney V. Haas
Sidney Valentine Haas (Chicago, 1870-1964) was een Amerikaanse kinderarts die een onderzoek gedaan heeft dat geresulteerd heeft in het omgaan met coeliakie door middel van een dieet.

## Levensloop
Haas is geboren in Chicago en verhuisde met zijn ouders naar New York toen hij zes jaar oud was. Hij ging naar de medische faculteit van de Universiteit van New York en het College of Physicians and Surgeons van de Columbia-universiteit aldaar. In het begin van zijn loopbaan was hij assistent bij dr. Abraham Jacobi, die de vader van de Amerikaanse pediatrie genoemd wordt. 
In 1924 kreeg Haas bekendheid toen hij een medisch artikel publiceerde waarin hij het bananendieet voor de behandeling van kinderen met de diagnose coeliakie beschreef. Haas concludeerde dat bananen het afbreken van zetmeel en de omzetting van rietsuiker (sacharose) naar fruitsuiker (fructose) mogelijk maakten, wat de chronische diarree bij deze kinderen kan stoppen. 
Het onderzoek van Haas leidde tot de ontwikkeling van het Specifieke Koolhydraten Dieet, een voedingsschema gericht op het beperken van het gebruik van voedingsmiddelen met complexe koolhydraten zoals disachariden en polysachariden. Granen, aardappelen en lactose bevattende zuivelproducten zijn verboden in dit dieet.

## Rol in de behandeling van coeliakie
Voor de tijd van het bananendieet stierf een op de vier kinderen met coeliakie. Het bananendieet was gedurende lange tijd de hoeksteen van de behandeling van coeliakie. Totdat in de Tweede Wereldoorlog het tekort aan brood in Nederland in de hongerwinter leidde tot een grote verbetering in de conditie van kinderen met coeliakie. Willem Karel Dicke stelde vast dat het bepaalde soorten meel waren waarvan het gebrek leidde tot minder problemen bij kinderen met coeliakie. En dat het opnieuw gebruiken van deze soorten meel tevens de oorzaak was van een hernieuwd optreden van de symptomen. Uiteindelijk is hier het huidige inzicht uit voortgekomen dat tarwe-eiwit (gluten), en niet (tarwe) zetmeel de oorzaak van coeliakie is.

## Verder onderzoek
Haas verrichtte meer onderzoek en beschreef het Specifieke Koolhydraten Dieet als een behandeling voor coeliakie en inflammatory bowel disease in zijn boek The Management of Celiac Disease. Haas heeft nooit geaccepteerd dat gluten het gevaarlijke bestanddeel van tarwe is en bleef bij zijn idee dat het om het zetmeel ging.